# Cloverfield
Cloverfield (bra: Cloverfield - Monstro; prt: Nome de Código: Cloverfield) é um filme estadunidense de 2008, dos gêneros ação, ficção científica e suspense, dirigido por Matt Reeves, com roteiro de Drew Goddard.

## Sinopse
Em Nova York, cinco jovens promovem uma festa de despedida para um amigo que está de mudança para o Japão, quando veem um monstro imenso arrasando a cidade. Um deles grava a tragédia com sua câmara amadora.

## Elenco
- Michael Stahl-David  ....... Robert "Rob" Hawkins
- T. J. Miller  ....... Hudson "Hud" Platt
- Jessica Lucas  ....... Lily Ford
- Odette Annable  ....... Elisabeth "Beth" Mcintyre
- Lizzy Caplan  ....... Marlena Diamond
- Mike Vogel  ....... Jason Hawkins

## Recepção
No site agregador de críticas Rotten Tomatoes, 77% das 196 avaliações dos críticos são positivas. O consenso diz que o filme é "uma espécie de The Blair Witch Project que cruzou com Godzilla, Cloverfield é economicamente ritmado, estilisticamente inteligente e cheio de sustos".